# Cambarellus
Cambarellus es un género de crustáceos decápodos dulceacuícolas del infraorden Astacidea conocidos coloquialmente como acociles, chacales, chacalines, chapos o langostas de río. Las 17 especies conocidas pertenecientes a este género son endémicas de América. Se les encuentra en México, y Centroamérica. Es distinto al camacuto que se encuentra en Venezuela.

## Nombre vernáculo
La palabra Acocil proviene de la lengua náhuatl, cuya transcripción en caracteres latinos sería acotzilli o acocilli.

## Hábitat
Viven en pozas, lagos y lagunas de agua dulce, así como en presas. La especie Cambarellus zempoalensis solo se encuentra en las Lagunas de Zempoala, en el estado de Morelos.

## Historia
Los acociles fueron una importante fuente nutricional para los antiguos habitantes de la parte central y sur de México, especialmente fue parte esencial del consumo alimenticio de la cultura mexica o azteca, así como de otras naciones que se establecieron en la cuenca lacustre de Texcoco.

## Gastronomía
Los acociles han sido considerados un plato delicioso desde la época precolombina hasta la actualidad. Es posible conseguir acociles crudos para cocinarse en muchos mercados y pescaderías de poblaciones del centro y sur de México. Su sabor es semejante al del camarón y al cocerse enrojece. Cocinado se le encuentra en caldos y cócteles de mariscos. También se come cocido en tacos, solos o acompañados con salsas y verduras.

## Taxonomía
El género Cambarellus se divide en tres subgéneros y contiene 17 especies:
- Cambarellus (Cambarellus)
  - Cambarellus alvarezi
  - Cambarellus areolatus
  - Cambarellus chapalanus
  - Cambarellus chihuahuae
  - Cambarellus montezumae
  - Cambarellus occidentalis
  - Cambarellus patzcuarensis
  - Cambarellus prolixus
  - Cambarellus zacapuensis
  - Cambarellus zempoalensis

- Cambarellus (Dirigicambarus)
  - Cambarellus shufeldtii

- Cambarellus (Pandicambarus)
  - Cambarellus blacki
  - Cambarellus diminutus
  - Cambarellus lesliei
  - Cambarellus ninae
  - Cambarellus puer
  - Cambarellus schmitti
  - Cambarellus texanus